# Улица Черняховского (Одесса)

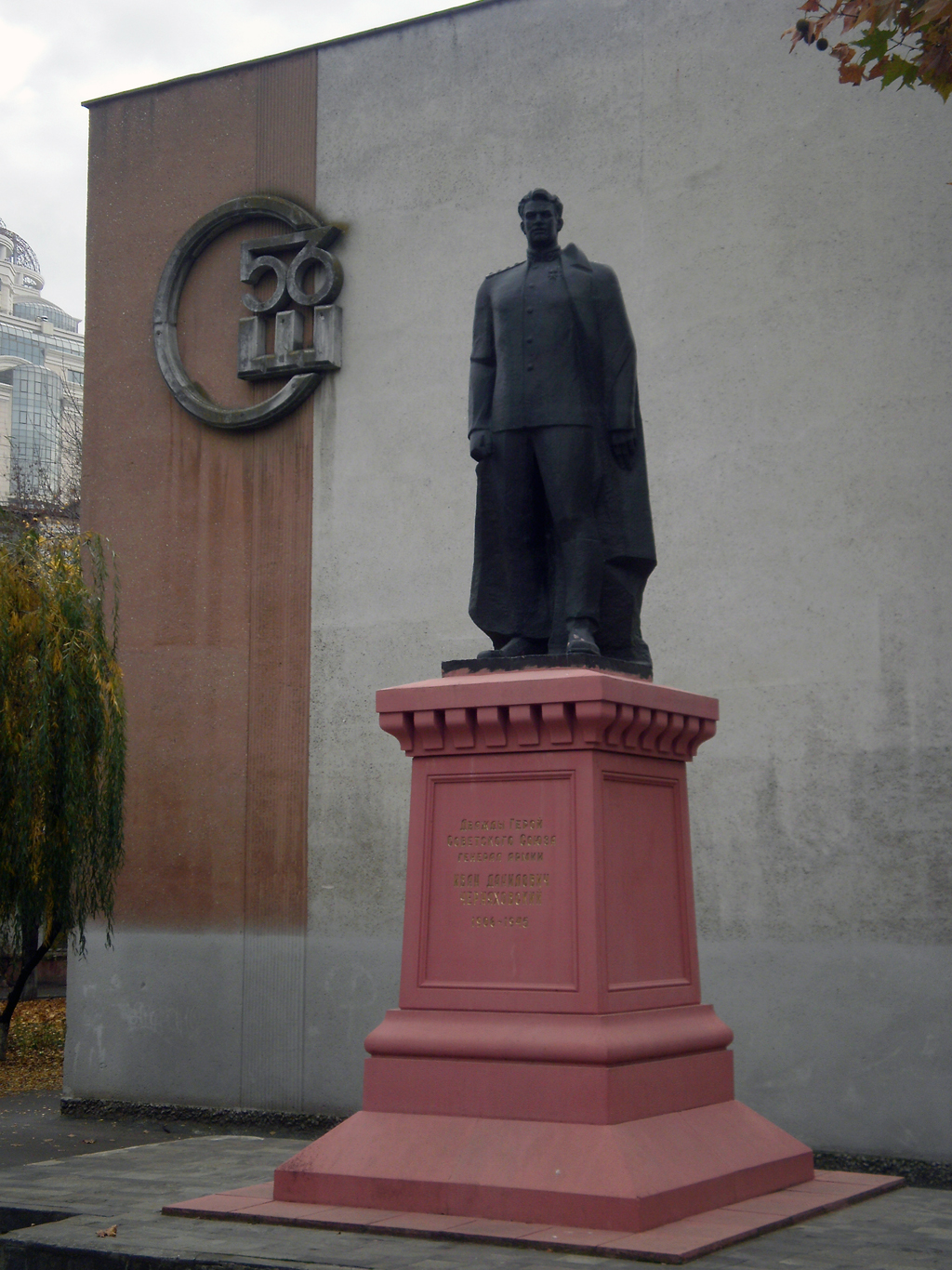
Памятник Черняховскому на улице

Улица Черняховского находится в курортном районе Аркадия г. Одессы, между 5-й станцией Большого Фонтана и Площадью 10 Апреля. Ранее называлась Прямая улица.

## История
Застроена в 60-х гг. XX века 5- и 9-этажными зданиями. Сейчас возведено несколько высотных новостроек.
На улице расположены памятник Черняховскому, школа № 56, центральный офис Укрэксимбанка, ряд банковских филиалов (Уникредитбанк, Райфайзенбанк Аваль, Ощадбанк), универсам "Сильпо", ресторан Макдоналдс.
В 2021 году власти города начали капитальный ремонт проезжей части, тротуаров, остановок транспорта, относящихся улице.

## Достопримечательности
Около школы № 56 расположен памятник генералу армии Ивану Даниловичу Черняховскому, воздвигнутый в 1984 году, недалеко от которого расположено зенитное орудие — одно из тех, с помощью которых защитники Одессы отражали воздушные налеты фашистов в дни обороны города в 1941 году.  

## Транспорт
По этой улице проходят: 
- троллейбусы 7, 9, 13 (летний) маршрутов.
- маршрутные такси 146, 185.